# Аеродром Катовице
Међународни аеродром Катовице (IATA: KTW, ICAO: EPKT) (пољ. Międzynarodowy Port Lotniczy Katowice-Pyrzowice) је међународни аеродром која опслужује град Катовице, у Пољској. Аеродром се налази у Пирзовицама, 30km северно од центра Катовица.
Аеродром има два путничка терминала (А и сада Б - која је саграђен 2007. године), а такође има и карго терминал. Бетонска писта је 2.799 метара дугачка и у могућности је да прими највеће путничке авионе као што су Боинг 747 и Боинг 777, али када нису максимално оптерећени.
На аеродрому Катовице је смештено седиште Виз ера.

## Авио-компаније и дестинације

### Путници
Следеће авио-компаније обављају редовне и чартер летове до и из Катовица:
| Airlines             | Destinations |
| -------------------- | --- |
| Air Anka             | Seasonal charter: Antalya |
| Air Cairo            | Seasonal charter: Hurghada |
| Air Dolomiti         | Frankfurt |
| Buzz                 | Seasonal charter: Antalya, Bodrum, Burgas, Chania, Corfu, Fuerteventura, Heraklion, Kefalonia, Kos, Larnaca, Lisbon, Menorca, Palma de Mallorca, Thessaloniki, Tirana, Zakynthos |
| Corendon Airlines    | Antalya |
| Electra Airways      | Seasonal charter: Antalya, Djerba, Heraklion, Hurghada |
| Enter Air            | Fuerteventura Seasonal: Kos, Tirana, Zakynthos Seasonal charter: Antalya, Boa Vista, Bodrum, Burgas, Chania, Corfu, Djerba, Dubai–Al Maktoum, Dubrovnik, Enfidha, Funchal, Girona, Gran Canaria, Heraklion, Hurghada, Kos, Marsa Alam, Mombasa, Muscat, Mytilene, Podgorica, Rhodes, Sal, Sharm El Sheikh Tenerife–South, Tirana, Varna, Zanzibar                                                                               |
| European Air Charter | Seasonal charter: Burgas |
| FlyEgypt             | Seasonal charter: Hurghada, Sharm El Sheikh |
| Freebird Airlines    | Seasonal charter: Antalya |
| LOT Polish Airlines  | Warsaw–Chopin Seasonal charter: Agadir, Antalya, Bangkok–Suvarnabhumi, Bodrum, Cancún, Faro, Girona, Heraklion, Hurghada, Izmir, Malé, Marsa Alam, Ohrid, Palma de Mallorca, Paphos, Phuket, Phu Quoc, Puerto Plata, Punta Cana, Sharm El Sheikh, Tirana, Varadero, Varna, Zakynthos |
| Lufthansa            | Frankfurt |
| Mavi Gök Airlines    | Seasonal charter: Antalya, Hurghada |
| Montenegro Airlines  | Seasonal charter: Podgorica |
| Nesma Airlines       | Seasonal charter: Hurghada |
| Nouvelair            | Seasonal charter: Djerba, Monastir |
| Pegasus Airlines     | Seasonal charter: Antalya |
| Plus Ultra           | Seasonal charter: Porlamar, Varadero |
| Ryanair              | Alicante Athens, Bari, Bergamo, Budapest (begins 3 July 2025), Catania, Charleroi, Dublin, Dubrovnik, Forlì, London–Stansted, Malta, Manchester, Oslo, Paphos, Reggio Calabria, Rome–Fiumicino, Treviso Seasonal: Alghero, Pula, Trapani, Varna, Zadar |
| Sky Express          | Seasonal charter: Athens |
| Skyline Express      | Seasonal charter: Burgas, Heraklion, Hurghada, Marsa Alam, Sharm El Sheikh, Varna |
| SkyUp Airlines       | Seasonal charter: Antalya, Bahrain, Hurghada, Sharm El Sheikh, Hambantota–Mattala |
| Smartwings           | Seasonal: Corfu, Dalaman, Dubrovnik, Faro, Rhodes Seasonal charter: Antalya, Burgas, Djerba, Girona, Hurghada, Izmir, Lanzarote, Larnaca, Marsa Matruh, Mytilene, Palermo, Palma de Mallorca, Patras, Podgorica, Taba, Tabarka (begins 2. јун 2025.), Thessaloniki, Tirana, Varna (begins 13. јун 2026.) |
| SunExpress           | Antalya Seasonal: Izmir |
| Tailwind Airlines    | Seasonal charter: Antalya |
| Wizz Air             | Abu Dhabi, Agadir (begins 28 October 2025), Alicante, Athens, Barcelona, Billund (begins 27 October 2025), Catania, Chișinău (begins 1 June 2025), Dortmund, Eindhoven, Funchal, Kutaisi, Larnaca, Liverpool, London–Luton, Madrid (resumes 3 June 2025), Malta, Naples, Pisa (begins 2 June 2025), Reykjavík–Keflavík, Rome–Fiumicino, Tenerife–South Seasonal: Burgas, Corfu, Fuerteventura, Málaga, Podgorica, Split, Tirana |

### Карго
| Airlines             | Destinations                                                                                      |
| -------------------- | ------------------------------------------------------------------------------------------------- |
| ASL Airlines Belgium | Gdańsk, Liège, Riga                                                                               |
| ASL Airlines Ireland | Cologne/Bonn, Hannover, Leipzig/Halle, Milan–Malpensa, Paris–Charles de Gaulle, Stuttgart         |
| Bluebird Nordic      | Cagliari, Leipzig/Halle, Liège, Milan–Malpensa, Paris–Charles de Gaulle, Timișoara, Warsaw–Chopin |
| Cargoair             | Leipzig/Halle, Liège, Venice                                                                      |
| DHL Aviation         | Leipzig/Halle                                                                                     |
| Farnair Europe       | Cologne/Bonn                                                                                      |
| FedEx Express        | Timișoara, Warsaw–Chopin                                                                          |
| Lufthansa Cargo      | Frankfurt, Košice, Ostrava, Vienna                                                                |
| UPS Airlines         | Cologne/Bonn                                                                                      |
| West Atlantic        | Cologne/Bonn, Leipzig/Halle, Oslo                                                                 |

## Статистика
| Година | Број путника | Карго (тоне) |
| ------ | ------------ | ------------ |
| 1996   | 68,203       | 596          |
| 1997   | 101,054      | 1,241        |
| 1998   | 150,724      | 1,365        |
| 1999   | 170,230      | 1,522        |
| 2000   | 168,126      | 7,745        |
| 2001   | 180,015      | 2,196        |
| 2002   | 202,267      | 2,886        |
| 2003   | 257,991      | 3,548        |
| 2004   | 622,612      | 5,038        |
| 2005   | 1,092,358    | 5,636        |
| 2006   | 1,458,411    | 6,113        |
| 2007   | 1,995,914    | 7,795        |
| 2008   | 2,426,942    | 12,703       |
| 2009   | 2,364,613    | 6,543        |
| 2010   | 2,403,253    | 11,195       |
| 2011   | 2,544,124    | 12,138       |
| 2012   | 2,550,848    | 10,546       |
| 2013   | 2,554,198    | 10,877       |
| 2014   | 2,695,732    | 16,269       |
| 2015   | 3,069,279    | 16,119       |
| 2016   | 3,221,261    | 17,674       |
| 2017   | 3,892,941    | 17,779       |
| 2018   | 4,838,149    | 18,547       |
| 2019   | 4,843,889    | 20,121       |
| 2020   | 1,445,781    | 20,369       |
| 2021   | 2,328,973    | 32,104       |
| 2022   | 4,419,090    | 40,642       |
| 2023   | 5,609,022    | 35,926       |
| 2024   | 6,386,145    | 37,175       |

### Најпрометније руте
| Rank | Airport         | Passengers handled |
| ---- | --------------- | ------------------ |
| 1    | Antalya         | 436,213            |
| 2    | Dortmund        | 354,650            |
| 3    | London Luton    | 200,941            |
| 4    | Hurghada        | 160,954            |
| 5    | London Stansted | 149,273            |
| 6    | Marsa Alam      | 136,845            |
| 7    | Eindhoven       | 105,664            |
| 8    | Warsaw-Chopin   | 100,188            |
| 9    | Burgas          | 95,126             |
| 10   | Cologne/Bonn    | 91,786             |